# بانک بورقان
بانک بورقان (انگلیسی: Burgan Bank) شرکت خدمات مالی و بانکداری کویتی است، که در سال ۱۹۷۷ تأسیس شد.